# Intercambio iónico

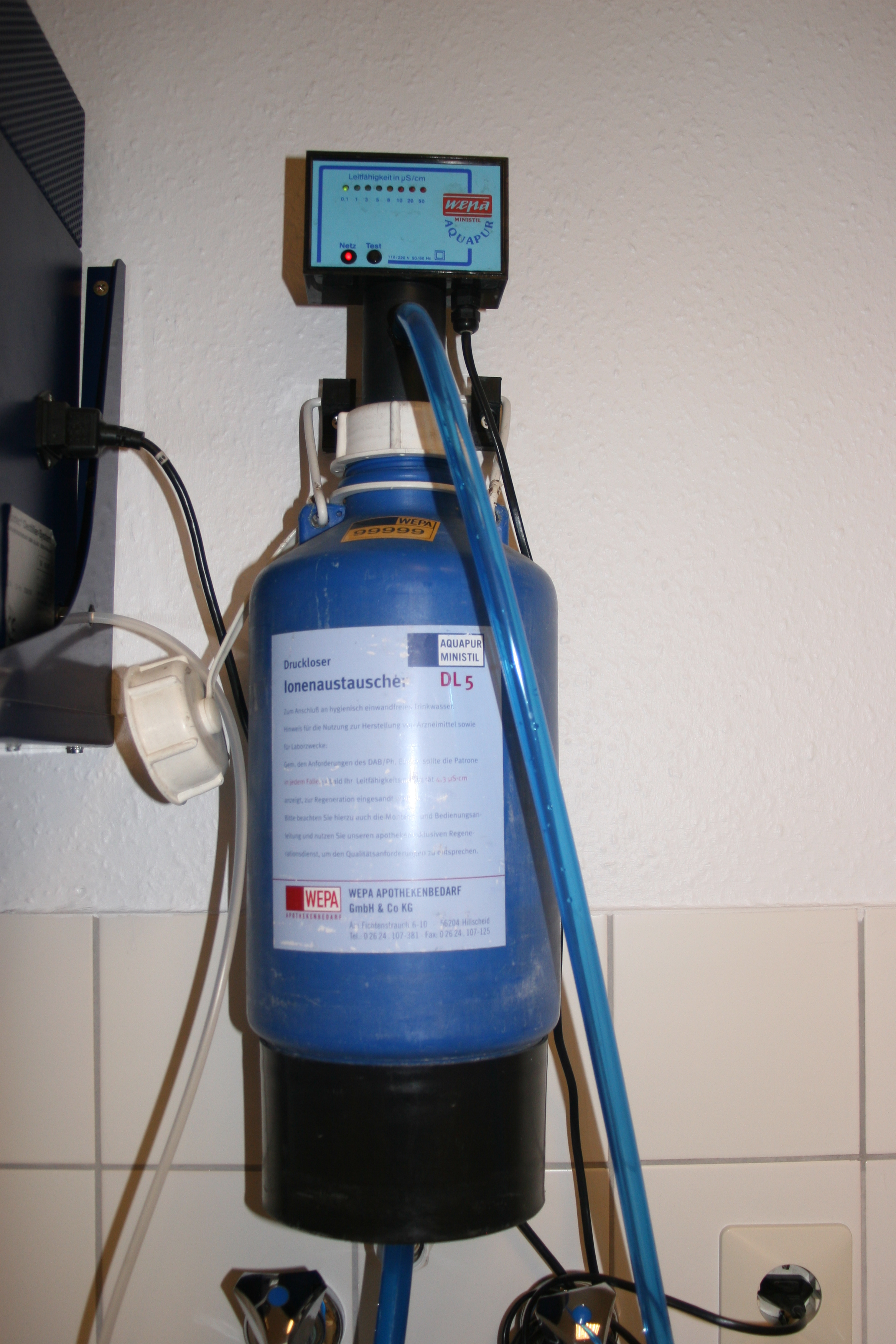
Intercambiador de iones

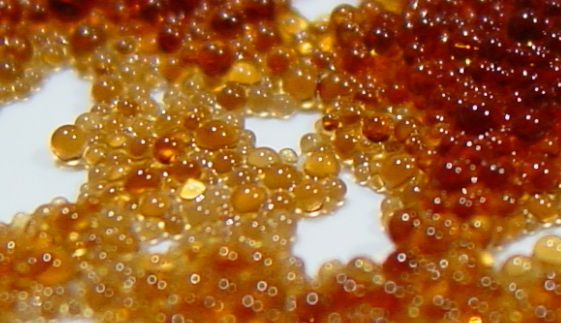
Gránulos de resina intercambiadora de iones.

El intercambio iónico es un intercambio de iones entre dos electrolitos o entre una disolución de electrolitos y un complejo. En la mayoría de los casos se utiliza el término para referirse a procesos de purificación, separación, y descontaminación de disoluciones que contienen dichos iones, empleando para ello sólidos poliméricos o minerales dentro de dispositivos llamados intercambiadores de iones.
Los intercambiadores de iones suelen contener resinas de intercambio iónico (porosas o en forma de gel), zeolitas, montmorillonita, arcilla y humus del suelo. Los intercambiadores de iones pueden ser intercambiadores de cationes, que intercambian iones cargados positivamente (cationes), o intercambiadores de aniones que intercambian iones con carga negativa (aniones). También hay cambiadores anfóteros que son capaces de intercambiar cationes y aniones al mismo tiempo. Sin embargo, el intercambio simultáneo de cationes y aniones puede ser más eficiente si se realiza en dispositivos mixtos que contienen una mezcla de resinas de intercambio de aniones y cationes, o pasar la solución tratada a través de diferentes materiales de intercambio iónico.
Los intercambiadores de iones puede ser selectivos o trabajar preferentemente con ciertos iones o clases de iones, en función de su estructura química. Esto puede depender del tamaño de los iones, su carga o su estructura. Algunos ejemplos típicos de iones que se pueden unir a los intercambiadores de iones son los siguientes:
- Iones H+ (hidrones, usualmente llamados protones) y OH-(hidróxido)
- Iones monoatómicos con carga eléctrica 1+, como Na+, K+, o Cl-
- Iones monoatómicos con carga 2+, como Ca2+ o Mg2+
- Iones poliatómicos inorgánicos como SO42-y PO43-
- Bases orgánicas, por lo general moléculas que contienen el grupo funcional amino, -NR2H+
- Ácidos orgánicos, por lo general moléculas que contienen el grupo funcional-COO-(ácido carboxílico)
- Otras biomoléculas que puedan ser ionizadas: aminoácidos, péptidos, proteínas, etc.

El intercambio iónico es un proceso reversible y el intercambiador de iones se puede regenerar o cargarlo de nuevo con los iones deseables mediante el lavado con un exceso de estos iones.

## Aplicaciones

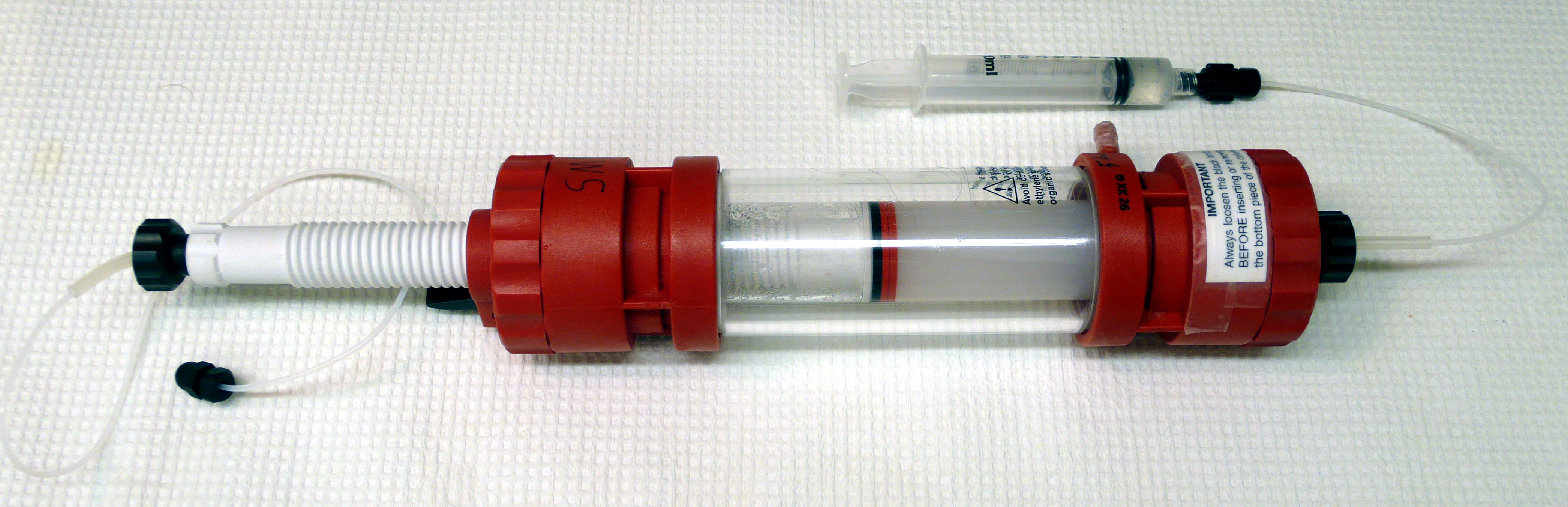
Columna intercambiadora de iones, empleada para purificación de proteínas.

El intercambio iónico se utiliza ampliamente en las industrias de alimentos y bebidas, hidrometalurgia, acabado de metales, química y petroquímica, farmacéutica, azúcar y edulcorantes, agua subterránea y potable, nuclear, ablandamiento industrial del agua, semiconductores, energía, y otras muchas industrias.
Un ejemplo típico de aplicación es la preparación de agua de alta pureza para las industrias energética, electrónica y nuclear. Los intercambiadores de iones polímericos o minerales son ampliamente utilizados para ablandamiento del agua, purificación de agua, descontaminación, etc.
El intercambio iónico es un método ampliamente utilizado también en el hogar como en los detergentes de lavado, o en los filtros de agua para producir agua blanda. Esto se logra mediante el intercambio de cationes calcio Ca2+ y magnesio Mg 2+ por Na 1+ o H +.
La cromatografía de intercambio iónico industrial y de análisis es otra área que debe ser mencionada. La cromatografía de intercambio iónico es un método cromatográfico que se utiliza ampliamente para el análisis químico y la separación de los iones. Por ejemplo, en bioquímica es ampliamente utilizado para separar moléculas cargadas, tales como proteínas. Un área importante de aplicación es la extracción y purificación de sustancias de origen biológico, tales como proteínas (aminoácidos) y ADN/ARN.
Los procesos de intercambio de iones se utilizan para separar y purificar metales, incluyendo la separación de uranio, plutonio y otros actínidos, incluyendo torio y lantano, neodimio, iterbio, samario, lutecio, extrayendo cada uno de ellos por separado y del resto de los demás lantánidoss. Estos dos grupos de metales, lantánidos y actínidos, poseen características físicas y químicas muy similares. Utilizando métodos desarrollados por Frank Spedding en la década de 1940, el intercambio iónico solía ser la única forma práctica de separar estos metales en grandes cantidades, hasta el advenimiento de las técnicas de extracción con disolventes que pueden ser ampliadas enormemente.
Un ejemplo muy importante es el proceso PUREX (Plutonium-URanium EXtraction process, proceso de extracción de plutonio-uranio) que se utiliza para separar el plutonio y el uranio entre los productos presentes en el combustible gastado de un reactor nuclear, y poder eliminar los productos de desecho. De este modo, el plutonio y el uranio están disponibles para ser empleados como materiales relacionados con la energía nuclear, como nuevo combustible de reactor y armas nucleares.
El proceso de intercambio iónico se utiliza también para separar otros conjuntos de elementos químicos muy similares, tales como circonio y hafnio, que por cierto son también muy importantes para la industria nuclear. El circonio es prácticamente transparente a los neutrones libres, y se utiliza en la construcción de reactores, pero el hafnio es un absorbente de neutrones muy fuerte, usado en las barras de control del reactor.
Los intercambiadores de iones se utilizan en el reprocesamiento del combustible nuclear y el tratamiento de los residuos radiactivos.
Las resinas de intercambio iónico en forma de finas membranas de intercambio de protones se utilizan en el proceso cloro-álcali, las células de combustible, y las baterías redox de vanadio. El intercambio iónico también se puede utilizar para eliminar la dureza del agua debida al calcio y el intercambio de iones magnesio por iones de hidrógeno y cloro en una columna de intercambio iónico.

### Otras aplicaciones
- En ciencia del suelo, la capacidad de intercambio catiónico es la capacidad de intercambio iónico de los suelos para los iones de carga positiva. Los suelos pueden ser considerados como intercambiadores naturales de cationes débiles.
- En la fabricación de guías de onda planas, el intercambio iónico se utiliza para crear la capa guía de índice de refracción superior.
- Desalcalinización, o eliminación de los iones alcalinos de la superficie de un vidrio.
- Producción de Vidrio endurecido químicamente, producido por el intercambio de iones Na+ por K+ en las superficies de cristal usando KNO3 fundido.